# Région de Valparaíso
Pour les articles homonymes, voir Valparaiso (homonymie).

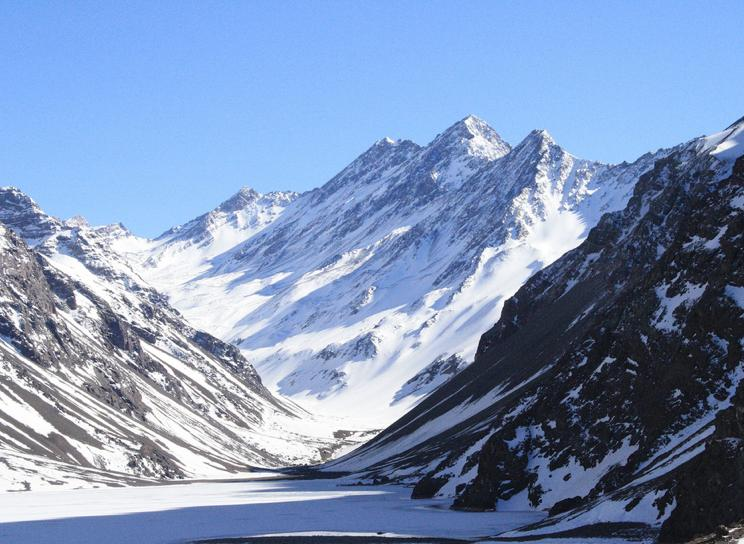
Nevado Juncal

La région de Valparaíso est une  région du Chili. Elle est sur la même latitude que Santiago du Chili mais en bordure de l'océan Pacifique. Elle est située entre la région de Coquimbo au nord, l'Argentine ainsi que la région métropolitaine de Santiago à l'est et la région du Libertador General Bernardo O'Higgins au sud.
Valparaiso, sa capitale, est le principal port du pays et Viña del Mar sa grande cité balnéaire. Administrativement, l'île de Pâques y est rattachée ainsi que l'archipel Juan Fernández qui comprend notamment l'île Robinson Crusoe.

## Provinces
| Province                    | Superficie en km2 | Nombre d'habitants | Chef-lieu   |
| --------------------------- | ----------------- | ------------------ | ----------- |
| Province de Valparaíso      | 2 780             | 876 022            | Valparaíso  |
| Province de San Antonio     | 1 511,6           | 136 594            | San Antonio |
| Province de Quillota        | 1 613,3           | 229 241            | Quillota    |
| Province de Petorca         | 4 588,9           | 70 610             | Petorca     |
| Province de San Felipe      | 2 659,2           | 131 911            | San Felipe  |
| Province de Los Andes       | 3 054             | 91 683             | Los Andes   |
| Province de Marga Marga     | 1 179,4           | 350 000            | Quilpué     |
| Province de l'Île de Pâques | 162,7             | 3 791              | Hanga Roa   |

## Communes
| Région         | Province      | Commune | Superficie (km²),                                                                                 | Population 2002,                                                                                  | Site Web |
| -------------- | ------------- | ------- | ------------------------------------------------------------------------------------------------- | ------------------------------------------------------------------------------------------------- | -------- |
|                | Île de Pâques |         |                                                                                                   |                                                                                                   |          |
|                | Île de Pâques | 164     | 3 791                                                                                             | lien                                                                                              |          |
| Los Andes      |               |         |                                                                                                   |                                                                                                   |          |
|                | San Esteban   | 1 362   | 14 400                                                                                            | lien                                                                                              |          |
| Rinconada      | 123           | 6 692   | lien                                                                                              |                                                                                                   |          |
| Los Andes      | 1 248         | 60 198  | lien                                                                                              |                                                                                                   |          |
| Calle Larga    | 322           | 10 393  | « lien »(Archive.org • Wikiwix • Archive.is • Google • Que faire ?) (consulté le 30 octobre 2013) |                                                                                                   |          |
| Marga Marga    |               |         |                                                                                                   |                                                                                                   |          |
|                | Villa Alemana | 97      | 95, 623                                                                                           | lien                                                                                              |          |
| Quilpué        | 537           | 128 578 | lien                                                                                              |                                                                                                   |          |
| Limache        | 294           | 39 219  | lien                                                                                              |                                                                                                   |          |
| Petorca        |               |         |                                                                                                   |                                                                                                   |          |
|                | Zapallar      | 288     | 5 659                                                                                             | lien                                                                                              |          |
| Petorca        | 1 517         | 9 440   | lien                                                                                              |                                                                                                   |          |
| Papudo         | 166           | 4 608   | lien                                                                                              |                                                                                                   |          |
| La Ligua       | 1 163         | 31 987  | lien                                                                                              |                                                                                                   |          |
| Cabildo        | 1 455         | 18 916  | lien                                                                                              |                                                                                                   |          |
| Quillota       |               |         |                                                                                                   |                                                                                                   |          |
|                | Quillota      | 302     | 75 916                                                                                            | lien                                                                                              |          |
| Olmué          | 232           | 14 105  | lien                                                                                              |                                                                                                   |          |
| Nogales        | 405           | 21 633  | « lien »(Archive.org • Wikiwix • Archive.is • Google • Que faire ?) (consulté le 30 octobre 2013) |                                                                                                   |          |
| La Cruz        | 78            | 12 851  | lien                                                                                              |                                                                                                   |          |
| La Calera      | 61            | 49 503  | lien                                                                                              |                                                                                                   |          |
| Hijuelas       | 267           | 16 014  | lien                                                                                              |                                                                                                   |          |
| San Antonio    |               |         |                                                                                                   |                                                                                                   |          |
|                | Santo Domingo | 536     | 7 418                                                                                             | lien                                                                                              |          |
| San Antonio    | 405           | 87 205  | lien                                                                                              |                                                                                                   |          |
| El Tabo        | 99            | 7 028   | lien                                                                                              |                                                                                                   |          |
| El Quisco      | 51            | 9 467   | « lien »(Archive.org • Wikiwix • Archive.is • Google • Que faire ?) (consulté le 30 octobre 2013) |                                                                                                   |          |
| Carthagène     | 346           | 16 875  | lien                                                                                              |                                                                                                   |          |
| Algarrobo      | 176           | 8 601   | lien                                                                                              |                                                                                                   |          |
| San Felipe     |               |         |                                                                                                   |                                                                                                   |          |
|                | Santa María   | 166     | 12 813                                                                                            | « lien »(Archive.org • Wikiwix • Archive.is • Google • Que faire ?) (consulté le 30 octobre 2013) |          |
| San Felipe     | 186           | 64 126  | lien                                                                                              |                                                                                                   |          |
| Putaendo       | 1 474         | 14 649  | lien                                                                                              |                                                                                                   |          |
| Panquehue      | 122           | 6 567   | lien                                                                                              |                                                                                                   |          |
| Llaillay       | 349           | 21 644  | « lien » (consulté le 30 octobre 2013)                                                            |                                                                                                   |          |
| Catemu         | 362           | 12 112  | lien                                                                                              |                                                                                                   |          |
| Valparaiso     |               |         |                                                                                                   |                                                                                                   |          |
|                | Viña del Mar  | 122     | 28 931                                                                                            | lien                                                                                              |          |
| Valparaiso     | 402           | 275 982 | lien                                                                                              |                                                                                                   |          |
| Quintero       | 148           | 21 174  | lien                                                                                              |                                                                                                   |          |
| Puchuncaví     | 300           | 12 954  | lien                                                                                              |                                                                                                   |          |
| Concón         | 76            | 32 273  | lien                                                                                              |                                                                                                   |          |
| Casablanca     | 953           | 21 874  | lien                                                                                              |                                                                                                   |          |
| Juan Fernández | 148           | 633     | lien                                                                                              |                                                                                                   |          |

## Économie
La région est tournée vers les services, mais également la production de vin et la pêche. Le port de Valparaiso est la porte maritime principale du pays. Par le passé, c'était l'arrêt obligatoire pour les bateaux ayant passé le Cap Horn.

## Attraits
La région tire profit de son climat agréable, de dizaines de plages fort appréciées et très fréquentées tant par les Chiliens que par les touristes étrangers, principalement argentins.
Viña del Mar est également appelée « Ciudad Jardin ». En effet, avant le développement récent de nouveaux quartiers d'habitation, faits de tours en bordure de mer, la ville était particulièrement appréciée pour ses espaces verts dont le principal est la Quinta Vergara. C'est dans ce lieu qu'a lieu chaque année le festival international de la chanson de Viña del Mar. Ce festival, reconnu par le passé a peu à peu perdu en qualité, les chanteurs venant avant tout pour lancer leur dernier album plus que pour participer à un vrai concours de chansons. 
Au nord de Viña, se trouvent les stations balnéaires de Reñaca et Concon, appréciées par la jeunesse dorée de Santiago.

## Île de Pâques
À plus de 3000 km des côtes chiliennes se trouve l'île de Pâques ou Rapa Nui. L'île est connue pour ses statues géantes plantées face à l'Océan. L'île est atteignable depuis Santiago du Chili en avion ou depuis Valparaiso en bateau.

## Île Robinson Crusoé
Un groupe d'îles se trouve à quelques centaines de kilomètres des côtes chiliennes. C'est l'archipel Juan Fernández. Dans cet archipel se trouve l'Île de Robinson Crusoé, célèbre pour le séjour de cet homme en compagnie de Vendredi. L'île peut être visitée soit par bateau soit en petit avion bimoteur depuis le continent.
Le SMS Dresden y fut coulé le 8 mars 1915 par les HMS Glasgow et HMS Kent.